# 岡田一博
岡田 一博（おかだ かずひろ、1980年6月26日 - ）は、俳優。
長崎県出身、長崎大学教育学部卒業。身長は167cm。趣味・特技はイラスト
一つ下の妹が居る。

## 出演作品

### テレビ
- 警視庁失踪人捜査課
- 天装戦隊ゴセイジャー
- 特上カバチ!!
- こちら葛飾区亀有公園前派出所
- ママはニューハーフ
- リセット
- 氷の華
- 生まれる。

### CM
- アイダ設計

| スタブアイコン | サブスタブ | この項目は、まだ閲覧者の調べものの参照としては役立たない、俳優（男優・女優）に関連した書きかけの項目です。この項目を加筆・訂正などしてくださる協力者を求めています（P:映画/PJ芸能人）。 |